# HAMR (informatica)
HAMR è un'abbreviazione per Heat-Assisted Magnetic Recording. 
Descrive una tecnologia che registra dati magneticamente con un'alta stabilità usando un laser termico.
La tecnologia HAMR potrebbe incrementare il limite di memorizzazione magnetica di 100 volte, arrivando così a una densità di memorizzazione di 50 terabit per pollice quadro. Prodotti commerciali che utilizzano questa tecnologia sono previsti a partire dal 2018.
La tecnologia di HAMR gode del vantaggio dell'alta stabilità dei componenti magnetici. Questi componenti possono memorizzare gruppi di bit in un'area più piccola senza essere affetti dagli stessi effetti del superparamagnetismo che affligge solitamente gli hard disk tradizionali. Questo è possibile riscaldando tramite un laser termico i materiali prima di eseguire cambiamenti nell'orientamento magnetico.
Le aziende che attualmente studiano questa tecnologia sono TDK, Seagate e Western Digital.
Nel 2018 Seagate annuncia che produrrà commercialmente dei dischi rigidi da 100 TB con questa tecnologia per il 2025 quando ad oggi i dischi HAMR da 50TB sono ancora in fase sperimentale.